# Cailly (rivière)
Pour les articles homonymes, voir Cailly (homonymie).
Le Cailly est une rivière de Seine-Maritime, affluent de la Seine dans laquelle elle se jette à Rouen. Cours d'eau au débit régulier, le Cailly traverse deux zones tout à fait distinctes ; dans la partie amont, un espace peu urbanisé dominé par les activités agricoles, dans la partie aval, entre Malaunay et son embouchure, un ensemble totalement urbanisé, véritable rue d'agglomérations à vocation industrielle.
La rivière a vu se développer, sur ses rives, à partir de la fin du XVIIIe siècle, une puissante industrie textile utilisant la force motrice de ses eaux. Véritable couloir d'usines, de filatures, d'ateliers de teinturerie, le cours inférieur du Cailly fut surnommé, au XIXe siècle, la petite vallée de Manchester. Si, aujourd'hui, l'immense majorité de ces entreprises ont fermé, l'activité textile a marqué la vallée et des vestiges de ce patrimoine industriel peuvent être encore visibles, certains ont été préservés dans le cadre de musées comme celui de la Corderie Vallois à Notre-Dame-de-Bondeville.

## Toponymie
La première attestation du nom Cailly (car l'origine du nom de la rivière est la même que celle de la commune éponyme où elle prend sa source) date de la fin du IXe siècle sous la forme Calliacus. Il semble s'agir d'une étymologie celtique d'époque gallo-romaine en -ACU, formé à partir du terme gaulois calio « pierre » (en breton kell, en gallois caill « testicule » par emploi métaphorique). Il est donc possible d'interpréter Cailly comme « le domaine de la pierre » ou « le domaine de Callius », nom de personne.
Pour Albert Dauzat, certains Cailly pourraient, comme Cadillac, venir de Catiliacum : « la propriété de Catillios », nom d'homme gaulois. Pour Xavier Delamarre, les types Caliacum peuvent sous-tendre le nom du « coq » (*caliācos en gaulois) et les types Calliacum, avec [l] géminé (ce qui est le cas pour Cailly) remonter à *Calliācon, un dérivé en -āko (> -ACU) de callio- « sabot ».

## Géographie

### Topographie

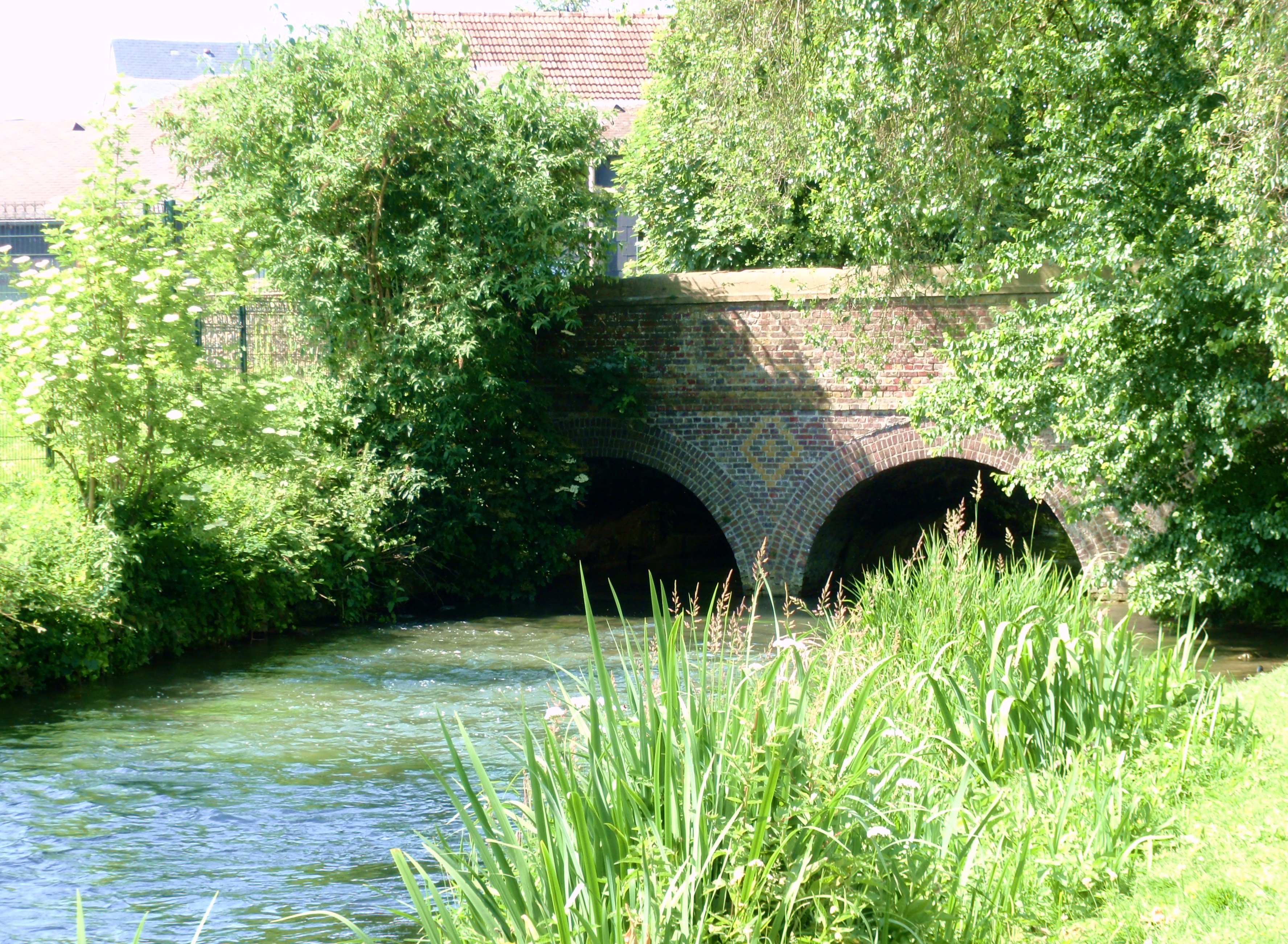
Le Cailly à Notre-Dame-de-Bondeville.

Le Cailly prend sa source à Cailly dans le Pays entre Seine et Bray, coule en direction du sud-ouest, puis du sud, dans une vallée étroite et encaissée. Après avoir reçu à Montville son principal affluent, la Clérette, en rive droite, le Cailly arrose les villes de Malaunay et du Houlme, créant une coulée verte au milieu de l'espace urbain. Dans la dernière partie de son cours, il traverse l'habitat très dense des communes de Notre-Dame-de-Bondeville, Maromme et Déville-lès-Rouen où il reçoit un petit tributaire - la Clairette - avant de se jeter dans la boucle nord de la Seine à Rouen (rive droite), par l'intermédiaire du bassin Saint-Gervais, après avoir parcouru de 29,3 kilomètres.
Son cours peut être divisé en trois secteurs distincts :
- Le secteur amont entre sa source et son confluent avec la Clérette s'étend sur environ 14 kilomètres selon une pente moyenne de 5,5 ‰. La rivière coule dans un endroit peu urbanisée dans une vallée large de plus d'un kilomètre dont le fond est occupée par des prairies et les versants par des bois[7].
- Le secteur médian entre Montville (le lieu de confluence) et Notre-Dame-de-Bondeville voit la pente se réduire, sur les 8 kilomètres de cours, à 3,4 ‰. La vallée devient plus étroite, 500 mètres de largeur en moyenne ; à partir de Malaunay, la vallée est encadrée par les versants abrupts de plateaux calcaires recouverts, en partie, par les massifs forestiers de la forêt Verte et du bois l'Archevêque sur la rive gauche, de la forêt de Roumare sur la rive droite. Cette partie du cours est caractérisée par une urbanisation de fond de vallées et la disparition progressive des prairies qui occupaient autrefois les lieux[8].
- Le secteur aval de Maromme à l'embouchure (de longueur et de pente moyenne identique au secteur précédent) est caractérisé par une urbanisation continue. À deux reprises, près de l'usine Vallourec à Déville-les-Rouen), puis dans la dernière partie de son cours, à proximité du Marché d'intérêt national, le Cailly est canalisé en souterrain. La particularité de ce secteur est liée à l'importance du réseau pluvial urbain dans l'alimentation de la rivière qui peut entrainer des inondations en cas de fortes précipitations en accentuant le phénomène de ruissellement[9]. Dans ce secteur comme dans le précédent, le cours principal se subdivise en plusieurs bras d'origine humaine, conséquence de l'utilisation, à diverses époques de l'histoire, de la force hydraulique de la rivière. Parmi ces derniers, le canal de Bapeaume, creusé aux XIIe siècle et XIIIe siècle, sur le territoire des actuelles communes de Déville-lès-Rouen et de Canteleu, a joué un rôle déterminant dans l'histoire de la vallée avec l'implantation de nombreux moulins[10].

### Géologie et hydrographie
Le bassin versant du Cailly couvre une superficie de 246 km2,. Situé dans la partie nord-ouest du Bassin parisien, ce bassin fait partie des formations géologiques du Crétacé supérieur correspondant à d'épais bancs de craie. Sur les versants des reliefs encadrant la vallée, affleurent des terrains de l'ère Secondaire constitués de craie du Campanien, du Santonien, du Coniacien et du Turonien. Les plateaux et les rebords de ceux-ci sont recouverts de formations superficielles ; limon des plateaux d'époque Quaternaire présentant l'aspect d'un dépôt argilo-sableux de couleur brune à jaunâtre, formations argileuses (rouges, grises ou brunes) à silex ou encore gréseuses du thanétien supérieur. Les fonds de vallées sont constitués de dépôts alluvionnaires et de limons reposant sur des formations datant du Cénomanien et de l'Albien, ces formations superficielles sont plus épaisses en amont que dans la basse vallée de la rivière.
À l'exception de la Clérette longue de 11 kilomètres, la Cailly ne dispose d'aucun affluent notable mais il est alimenté par de nombreuses sources latérales situées sur les versants des plateaux constituant des bassins élémentaires de faible étendue. Parmi ces dernières, l'une née au pied des coteaux de la rive droite forme la Clairette, ruisseau de deux kilomètres, qui se jette dans la Cailly à Déville-les-Rouen. Comme la plupart des cours d'eau de la région, l'alimentation principale du Cailly provient du puissant aquifère que représente la nappe de la craie présente sur la totalité du bassin versant (de la Seine-Maritime et au-delà), l'alimentation par ruissellement est très faible, de l'ordre de 10 %.

### Hydrologie

Débits mensuels du Cailly sous la forme d'un histogramme.

Le Cailly enregistre un débit moyen de 3 m3/s à Déville-lès-Rouen à peu de distance de sa confluence avec la Seine, dans le cadre d'un régime pluvial océanique d'une grande régularité. L'ensemble du bassin versant est affecté par un climat océanique, il reçoit en moyenne 840 mm de précipitations par an (répartis sur 134 jours avec un léger maximum d'automne), ce qui en fait, à l'échelle régionale, un espace moyennement arrosé. Les températures moyennes enregistrent une faible amplitude thermique oscillent entre une moyenne de 3,5 °C en janvier, le mois le plus froid, et de 17,5 °C en août, le plus chaud.
Quelques kilomètres en amont, avant d'avoir reçu l’apport de la Clairette à Déville-lès-Rouen, le débit, enregistré à la station hydrologique de Notre-Dame-de-Bondeville, atteint en moyenne 2,65 m3/s pour un bassin versant de 199 km2 (environ 80 % de la superficie totale). Observé depuis 45 ans (de 1963 à 2007), la rivière présente de faibles variations du module, la période des hautes eaux est enregistrée durant la période hivernale et au début du printemps avec une moyenne mensuelle comprise entre 3,02 m3/s et 3,08 m3/s atteint en avril, les basses eaux interviennent à la fin de l'été et au début de l'automne avec des débits de 2,24 m3/s et 2,14 m3/s atteints respectivement durant les mois de septembre et d’octobre. Les périodes d'étiage, tout comme les crues, sont limitées.
En établissant une comparaison entre le débit et le bassin versant, le Cailly présente un débit abondant ainsi que l'atteste une lame d'eau de 421 mm/an (largement supérieure à la moyenne nationale qui est de 300 mm, mais surtout à celle du bassin de la Seine de l'ordre de 225 mm) et débit spécifique (ou Qsp) de 13,3 litres par seconde et par kilomètre carré de bassin (9,5 l/s/km2 pour l'ensemble des cours d'eau français, 7,1 l/s/km2 dans le cas du bassin de la Seine).

## Histoire

### Une vallée marquée par une tradition industrielle
L'occupation de la vallée du Cailly est ancienne ; des terres fertiles, la présence d'une rivière aux eaux vives et d'un couvert forestier à proximité s'avérant des conditions favorables à l'implantation des hommes. La découverte de pierres taillées laisse suggérer la présence d'une communauté de chasseurs-cueilleurs dès l'époque moustérienne, voici quelque 30 à 40 000 ans. En revanche, peu de vestiges de la période romaine ont été mis au jour, même si le Cailly est connu des contemporains sous le nom de Maronna. La rivière entre véritablement dans l'histoire au Moyen Âge ; les Mérovingiens y construisirent une vaste église au VIIe siècle sur l'actuel territoire communal de Notre-Dame-de-Bondeville, le XIIe siècle vit l'implantation de nombreux moulins utilisant la force hydraulique pour actionner des meules à broyer ou des marteaux à foulon. Le développement économique se poursuivit, durant l'époque moderne, de la fin du XVe siècle au XVIIIe siècle, avec la mise en service de plusieurs dizaines de nouveaux moulins à poudre, à plomb et surtout à papier. Profitant de la proximité de Rouen, la vallée du Cailly devint un grand centre de l'industrie papetière.

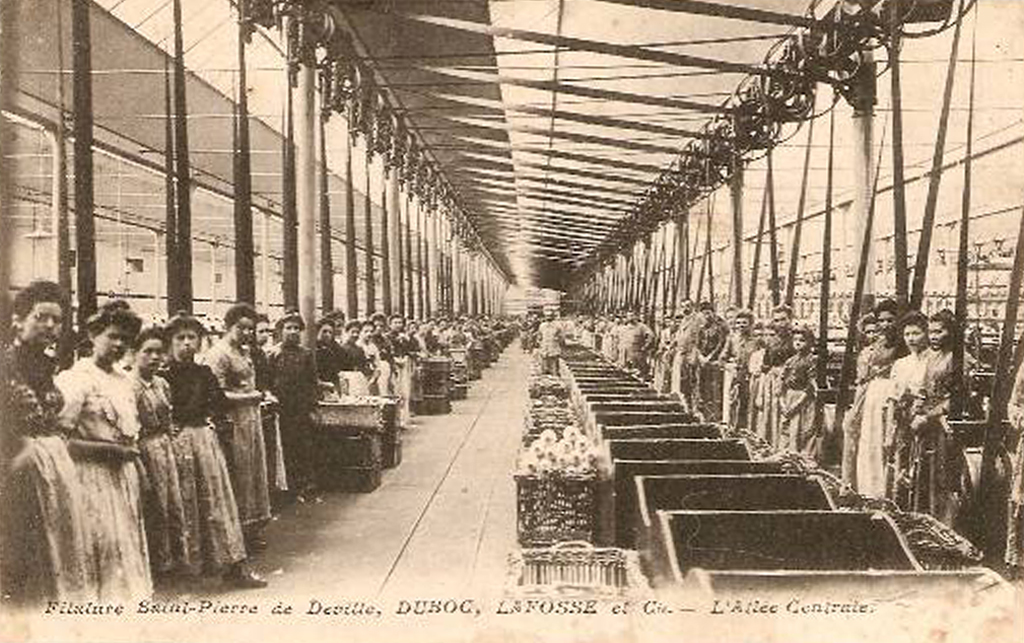
La filature Saint-Pierre à Déville-lès-Rouen au début du XX.

L'année 1762 marqua un tournant dans l'histoire de la région avec l'installation d'une manufacture spécialisée dans la production de cotonnades (appelée indiennerie). À la fin du XVIIIe siècle, et surtout après 1815, la production textile supplanta définitivement celle du papier, les communes de la vallée virent s'installer une multitude d'établissements utilisant la force de la rivière : filatures, ateliers de tissage, teintureries. Vers 1850, près de 120 usines se localisaient entre Malaunay en amont et Déville-lès-Rouen en aval (une tous les 150 mètres environ !), cette densité impressionnante permit de donner à la vallée du Cailly le surnom évocateur de petite vallée de Manchester. Bientôt, le développement de la machine à vapeur aboutit à une concentration des entreprises. Le nombre d'usines décrût, celles qui subsistèrent étaient plus puissantes et offraient à la vue de vastes bâtiments et de hautes cheminées en brique. Le nombre d'établissements se réduisit encore dans les années 1860 en raison de la forte concurrence britannique intervenue après la signature d'un traité de libre-échange entre la France du Second Empire et l'Angleterre victorienne en 1860, de la rupture des approvisionnements en provenance des États-Unis avec la guerre de Sécession et de la nécessité de modifier l'outillage pour utiliser le coton importé des Indes. De nouvelles industries s'implantèrent à la fin du XIXe siècle : fonderies, margarinerie…, la production cotonnière se maintenant tant bien que mal jusqu'aux années 1930. La grave crise économique de cette décennie, puis, après la Seconde Guerre mondiale, la concurrence des fibres synthétiques (nylon) et la disparition du marché impérial liée à la décolonisation, donnèrent le coup de grâce à l'industrie textile. Les entreprises fermèrent les unes après les autres ; aujourd'hui rares sont celles encore liées au textile (Établissements Laoureux à Déville-lès-Rouen) dans cette vallée où cette activité marqua, pendant plus de deux siècles les paysages, l'habitat et les hommes.

### Patrimoine industriel
Même si la plupart des locaux des entreprises textiles et les hautes cheminées de brique ont disparu, subsistent quelques témoins de cette grande aventure industrielle. D'abord dans l'habitat où l'opposition est nette entre les vestiges d'un habitat ouvrier (maisons de brique à un étage et un comble) construit de manière continue sur la rive gauche de la vallée (le long de la route Rouen-Dieppe) et les demeures des grands patrons de l'industrie (parfois qualifiées de châteaux) plus proches du cours d'eau comme le château Rondeaux au Houlme.
Les vestiges industriels sont également présents avec la Roue Tifine à Maromme, autrefois source d'énergie principale d'une filature et, surtout, la corderie Vallois à Notre-Dame-de-Bondeville. Cet établissement, édifié à l'emplacement d'un ancien moulin à poudre au début des années 1820, abrita d'abord une filature avant d'être reconverti en corderie en 1880. L'entreprise cessa définitivement ses activités en 1978 et fut transformée en écomusée, le Musée industriel de la corderie Vallois, où le visiteur peut admirer, dans ce bâtiment à pans de bois, des machines anglaises et françaises de la fin du XIXe siècle, mues par une roue hydraulique, procéder aux différents étapes de la fabrication des cordes câblées et tressées.

### La tornade de 1845
Le 19 août 1845, la vallée du Cailly entre Montville et Malaunay fut affectée par un phénomène météorologique très rare sous ces latitudes qui a longtemps marqué la mémoire locale. En effet, une tornade de forte intensité (4 ou 5 sur l'échelle de Fujita) se développa vers midi sur la Seine au pied de la côte de Canteleu, gagna la vallée et se déchaîna sur les communes de Malaunay et de Montville, arrachant arbres et toitures, détruisant trois filatures. Le bilan fut lourd (70 morts, 130 blessés) malgré les secours apportés aux populations par les médecins de la région (dont le docteur Cléophas Flaubert) et les ouvriers occupés à la construction de la ligne de chemin de fer Rouen - Le Havre.

## Environnement
Le bassin versant du Cailly est marqué par une forte anthropisation, ses milieux ont été transformés au cours de l'histoire par les hommes et largement artificialisés. Malgré une forte densité de population, les espaces urbains et périurbains ne couvrent que 15 % de la superficie de l'ensemble, concentrés dans la vallée aval. Le reste de l'espace est partagé entre les zones agricoles (40 %) plutôt localisées sur les plateaux, les espaces boisés (23 %) occupant les rebords des plateaux et les flancs de vallées formant ainsi des barrières limitant le ruissellement, les prairies (22 %) disséminées dans la vallée amont ou entre les deux ensembles précédents. Pour préserver un milieu grignoté par l'extension urbaine et la rurbanisation, pas moins de huit zones naturelles d'intérêt écologique, faunistique et floristique (trois étant des ZNIEFF de type I, cinq des ZNIEFF de type II) ont été recensées, la grande majorité étant des espaces boisés.
Même si la Cailly et la Clérette sont classés comme cours d'eau de première catégorie, les analyses physico-chimiques montrent que la qualité des eaux est insuffisante (qualifiée de médiocre ou moyenne dans la partie moyenne et aval du cours) en raison de l'altération par les nitrates et matières azotées. Les nombreux ouvrages, liés à l'utilisation de la rivière comme force hydraulique, souvent abandonnés et non fonctionnels, tout comme la canalisation dans la dernière partie du cours, représentent de plus des obstacles à la bonne circulation des poissons. L'ensemble de ces facteurs défavorables contribuent à la faible diversité de l'ichtyofaune seulement représentée par six espèces : chabot, épinoche, anguille, truite arc-en-ciel, lamproie de Planer, truite de rivière,.

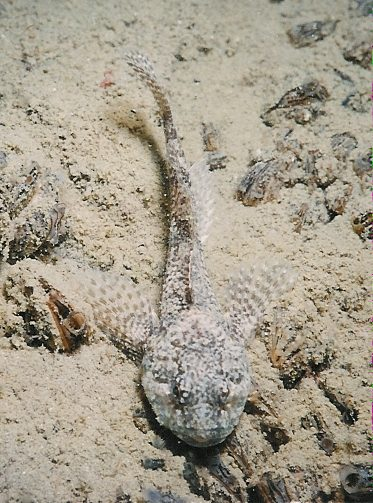
Chabot.
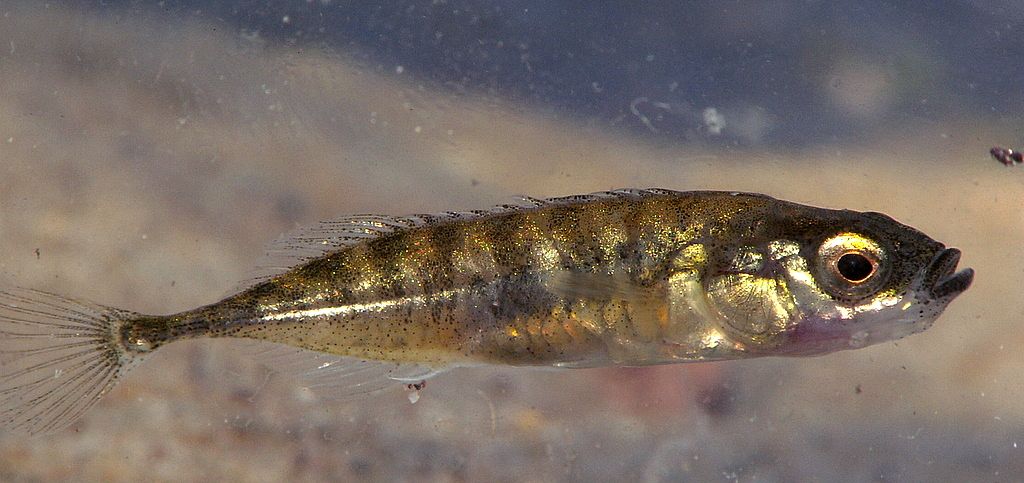
Épinoche.
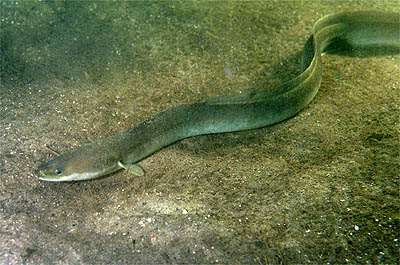
Anguille.
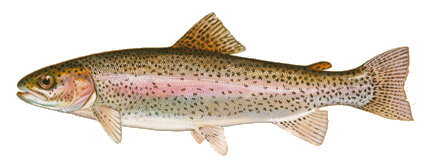
Truite arc-en-ciel.
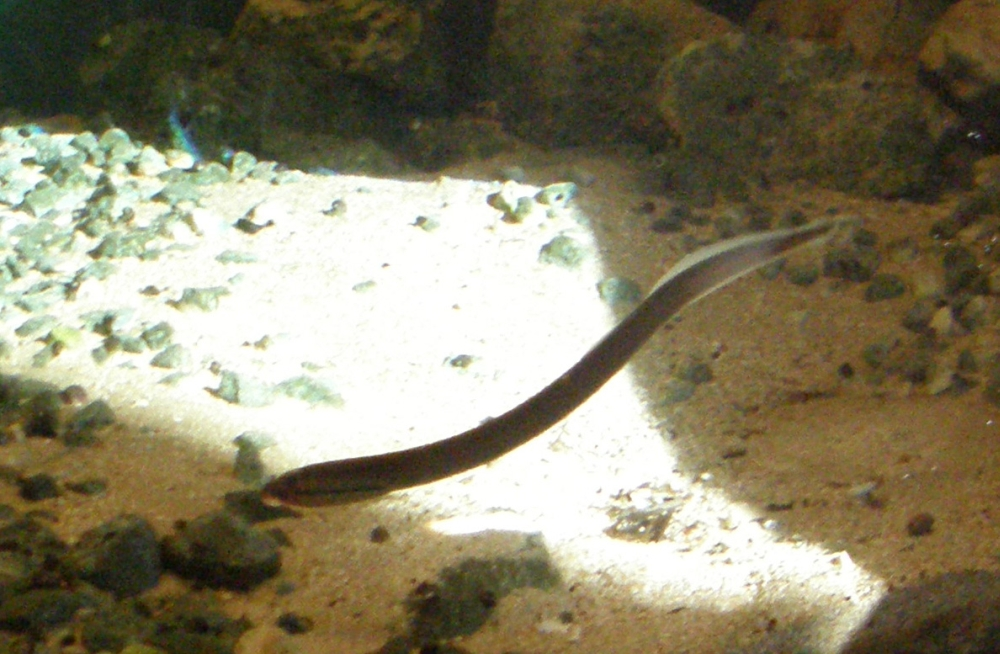
Lamproie de Planer.

## Communes traversées
Dans le seul département de la Seine-Maritime, le Cailly traverse les douze communes suivantes dans le sens amont vers aval, de Cailly (source), Saint-Germain-sous-Cailly, Claville-Motteville, Fontaine-le-Bourg, Montville, Malaunay, Le Houlme, Notre-Dame-de-Bondeville, Maromme, Déville-lès-Rouen, Canteleu, Rouen (confluence).